# Maska przeciwgazowa wz.24

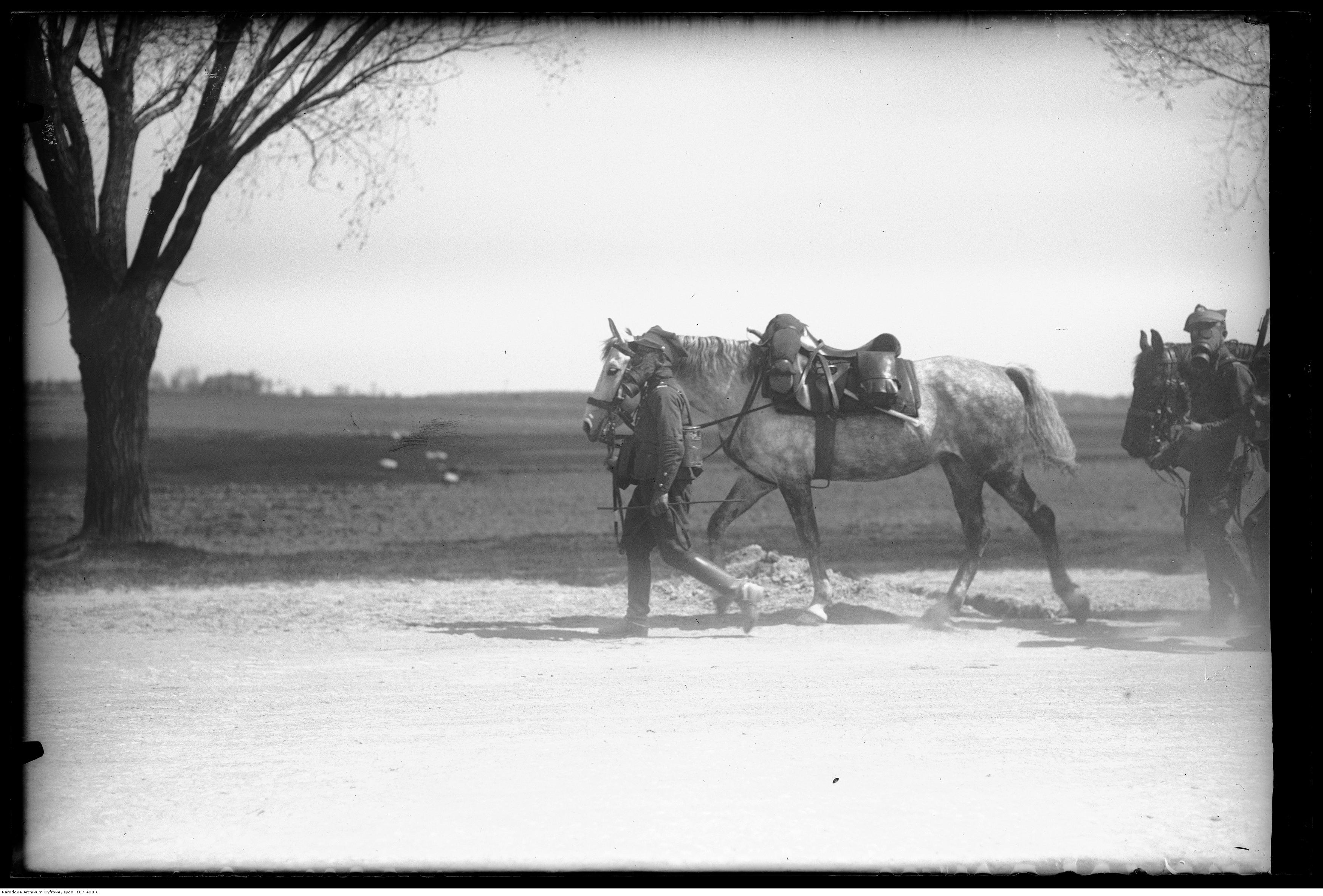
Patrol plutonu łączności 1 Pułku Strzelców Konnych w maskach wz. 24, 1932 rok

Maska przeciwgazowa wz.24 (nazywana również R.S.C. lub RSC) – pierwszy typ maski produkowanej w Polsce po odzyskaniu niepodległości. Była produkowana na licencji francuskiej, jako rozwinięcie maski A.R.S. 1917 (Appareil Respiratoire Special). Jej popularna nazwa to R.S.C. Wywodzi się ona od pierwszych liter nazwisk konstruktorów – Roberta, Sauniera i Cantota. Maska produkowana była od 1925 roku. Pierwszym wytwórcą byłą firma „PROTEKTA” Sp. z o.o. w Radomiu. Maski te charakteryzowały się słabą jakością. Spowodowało to anulowanie zamówienia w lutym 1927 roku przez Ministerstwo Spraw Wojskowych. Efektem tego był upadek Spółki „PROTEKTA”. W 1928 roku ponownie podjęto produkcję masek przeciwgazowych wz.24. Tym razem ich producentem została Wojskowa Wytwórnia Sprzętu Przeciwgazowego w Radomiu.

## Odmiany

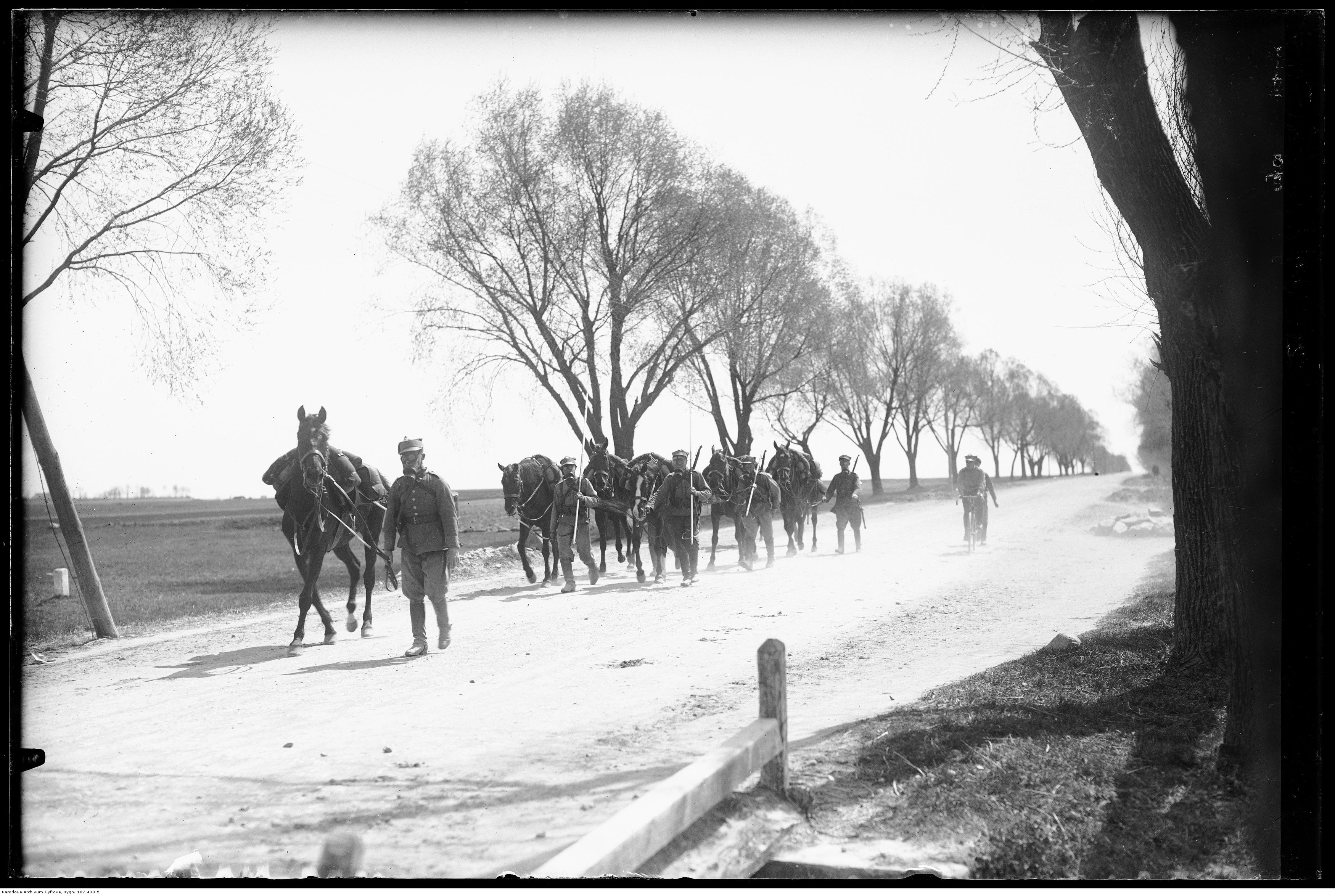
Patrol 3. Szwadronu 1 Pułk Strzelców Konnych w maskach wz. 24, 1932 rok

Maski tego typu produkowano do 1939 roku. Z tego względu występuje kilka odmian różniących się mniejszymi lub większymi szczegółami:
- R.S.C. Produkowana od 1925 roku. Z małym pochłaniaczem. Przenoszona w metalowej puszce długości 20 cm (tzw. krótkiej, francuskiej).
- R.S.C. Produkowana od 1928 roku. Ma zmodyfikowane nagłowie umożliwiające regulację i lepsze dopasowanie do głowy.
- R.S.C. Produkowana od 1931 roku. Przenoszona w nowej metalowej puszce długości 23 cm (tzw. długiej, polskiej) zamykanej na zacisk.
- R.S.C./dł. Z dużym pochłaniaczem i elastyczną rurę łączącą część twarzową z pochłaniaczem. Przenoszona w torbie brezentowej. W komplecie znajdował się również zapasowy mały pochłaniacz oraz  łącznik w kształcie kolanka umożliwiający połączenie części twarzowej z pochłaniaczem.

## Budowa
Maska przeciwgazowa wz.24 składa się z części twarzowej z nagłowiem i pochłaniacza. Komplet stanowią również metalowa cylindryczna puszka służąca do przenoszenia maski, zapasowe szkiełka okularowe oraz zasypka do szkiełek.

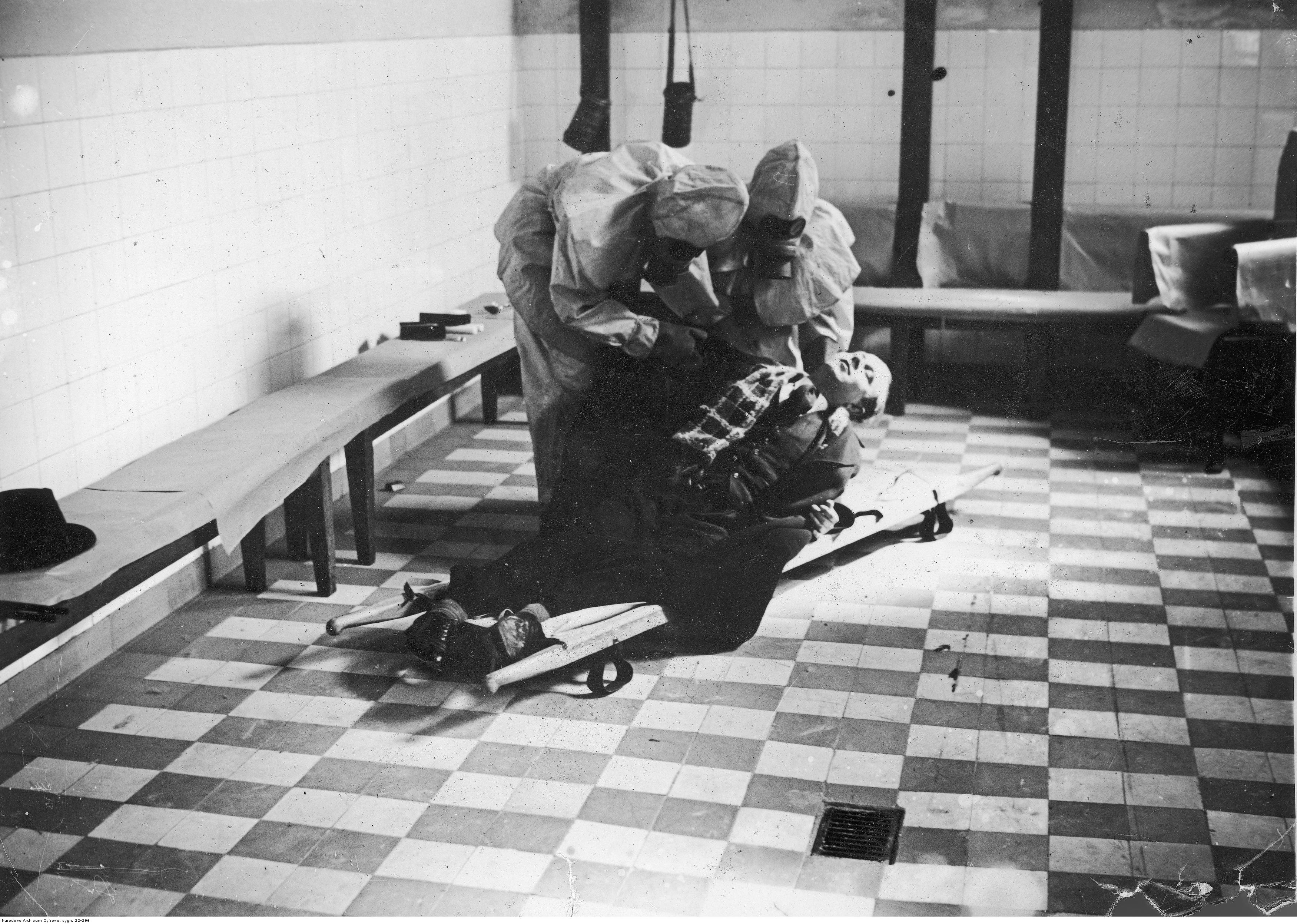
Ćwiczenia przeciwgazowe pomiędzy 1925 a 1939 rokiem. Żołnierze mają na sobie maski przeciwgazowe wz. 24

Część twarzowa ma kształt anatomiczny i wykonana jest z dwóch warstw. Warstwa zewnętrzna to podgumowana od wewnątrz tkanina bawełniana barwy ochronnej. Warstwa wewnętrzna również jest z tkaniny bawełnianej. Jest ona zaimpregnowana mieszaniną oleju lnianego i talku.
Szybki okularowe wykonane są w dwóch wariantach – ze szkła lub z celuloidu (hydrocelulozy, celofanu). Oprawione są w aluminiowe pierścienie. Pierścienie te z kolei są mocowany do gumowej oprawy wklejonej między obie warstwy części twarzowej i dodatkowo przeszytej.
Nagłowie maski wykonane jest z elastycznych taśm (dwóch czołowych, dwóch ciemieniowych, potylicznej i zapinkowej). Dodatkowo maska wyposażona jest w nieelastyczny pasek umożliwiający zawieszenie jej na szyi w trakcie pogotowia gazowego.
Pochłaniacz ma kształt zbliżony do walca (jest krótkim ściętym stożkiem o bardzo małym kącie rozwarcia). Obudowa pochłaniacza wykonana jest z blachy metalowej. Jej zewnętrzna powierzchnia pomalowana jest farbą barwy ochronnej, natomiast powierzchnia wewnętrzna pomalowana jest lakierem przeciwrdzewnym. Zasadnicza część wkładu pochłaniacza to węgiel aktywowany. Ma on formę nieforemnych ziarenek różnej wielkości. Węgiel umieszczony jest między dwiema cienkimi warstwami waty. Wata natomiast przykryta jest gęstą drucianą siateczką przylegającą do dziurkowanych denek obudowy. Jako zabezpieczenie transportowe pochłaniacza stosowany jest kapsel nakręcany na górnej części pochłaniacza oraz woskowy papier przylepiony do części dolnej.

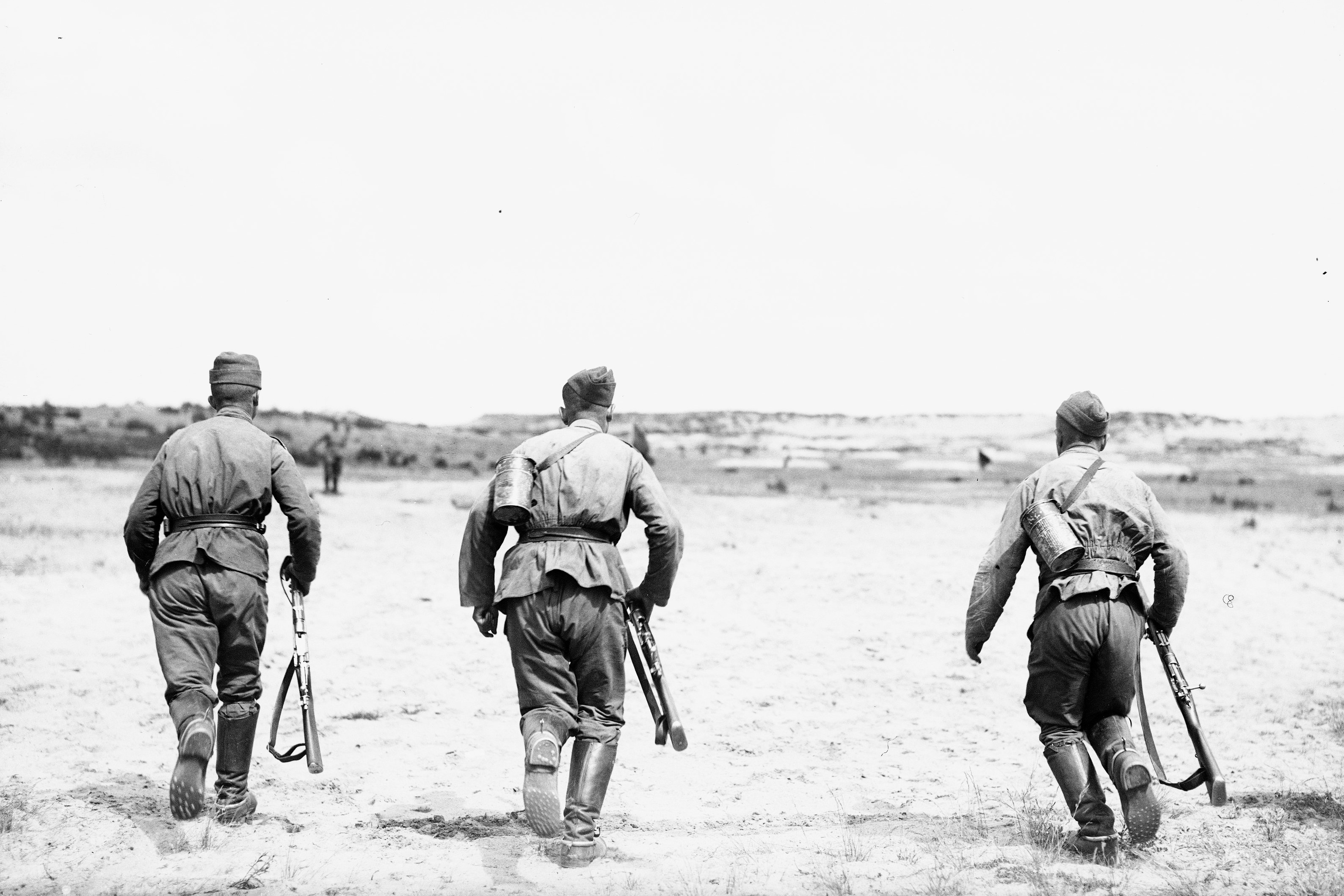
Polscy żołnierze podczas zawodów z przewieszonymi u ich boków puszkami transportowymi od masek przeciwgazowych wz. 24, 1932 rok

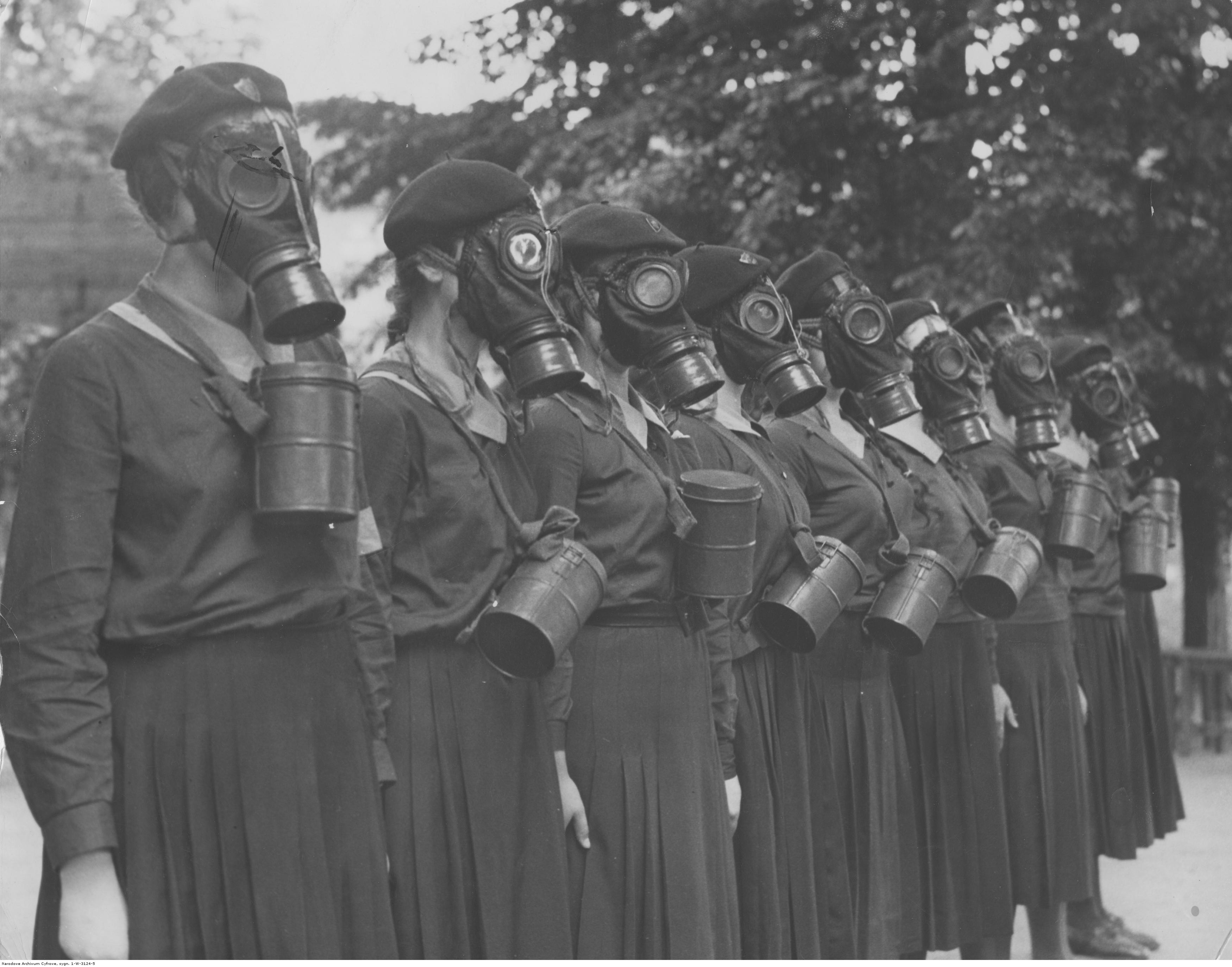
Członkinie Przysposobienia Wojskowego Kobiet w czasie ćwiczeń z zakładania masek przeciwgazowych typu GM-17.; 18 sierpnia 1939.

Komora zaworowa wykonana jest z blachy metalowej pomalowanej farbą barwy ochronnej. Z jednej strony komora jest połączona na stałe z częścią twarzową maski. Z drugiej strony natomiast znajduje się gniazdo umożliwiające wkręcenie pochłaniacza.
Puszka transportowa ma kształt walca. Wykonana jest z blachy stalowej. Dno i pokrywa są płaskie. Część walcowa ma przetłoczenia usztywniające puszkę. Do części walcowej przymocowane są zawiasowo trzy ramki prostokątne wykonane z drut. Dwie są umiejscowione w górnej części i służą do zamocowania parcianego paska nośnego o regulowanej długości. Trzecia ramka znajduje się u dołu. Do niej mocowany jest krótki pasek z dziurką. Pasek ten przyczepia się do guzika kurtki mundurowej w czasie pogotowia gazowego. Powierzchnia zewnętrzna i wewnętrzna puszki pomalowane są farbą barwy ochronnej. Do wewnętrznej części pokrywy przyklejona jest instrukcja obsługi maski. Natomiast na wierzchu pokrywy jest stempel z rozmiarem maski. Puszki występują w dwóch odmianach – krótkiej i długiej. Puszka krótka ma 20 cm długości. Jest to puszka wzoru francuskiego. Puszka długa ma 23 cm długości. Jest to puszka polska. Cechą, którą ją dodatkowo wyróżnia jest zacisk pokrywy.
Maski przeciwgazowe wz.24 produkowane były w trzech rozmiarach:
- dużym – oznaczenie „D”,
- średnim – oznaczenie „S”,
- małym – oznaczenie „M”.

Oprócz puszki oznaczenia te znajdują się na części twarzowej maski. Poniżej jest sygnatura producenta (W.W.S.P. – Wojskowa Wytwórnia Sprzętu Przeciwgazowego lub W.S.P. – Wytwórnia Sprzętu Przeciwgazowego) oraz rok produkcji.
Po wprowadzeniu masek przeciwgazowych nowego wzoru (wz.32) maski R.S.C. stopniowo wycofywano z jednostek liniowych Wojska Polskiego i przekazywano do organizacji paramilitarnych. Znalazły się one na wyposażeniu Ligi Obrony Przeciwlotniczej i Przeciwgazowej (LOPP) przekształconej z Ligi Obrony Przeciwlotniczej Państwa. Maski będące na wyposażeniu LOPP można poznać po dodatkowym stemplowaniu. Jednakże mimo procesu unowocześniania Wojska Polskiego maski wz.24 w czasie kampanii wrześniowej były w powszechnym użyciu w jednostkach kawalerii, artylerii oraz jednostkach drugiego rzutu.